# Gogona
La 'gogona'  (assamais:গগণা) est une variété de guimbarde, un instrument de musique qui utilise une lamelle actionnée par le doigt comme élément vibrant et la bouche du musicien comme cavité de résonance. Elle se joue principalement lors du traditionnel  festival du Bihu, dans l'état de l'Assam, situé dans une partie des États de l'extrémité Est de l'Inde, au centre de la région du Nord-Est indien.

## Facture
La 'gogona'est constituée à partir d'un morceau de bambou et de corne qui présente un embranchement à l'une de ses extrémités. La partie solide est saisie entre les dents du joueur et les extrémités libres sont frappées à plusieurs reprises avec les doigts pour émettre des sons distinctifs. L'instrument est dérivé du Kouxian (chinois : 口弦 ; pinyin : kǒuxián ; litt. « corde à bouche », également appelée hoho qui à l’origine était utilisé dans la Chine ancienne. et qui s'est transmis dans les tribus sino-tibétaines ayant émigré vers l'Assam, principalement les Sadiyal Kacharis (Chutias, Deoris, Sonowals).

## Ramdhan Gogona
Le Ramdhan Gogona (assamais: ৰামধন গগণা}  est généralement joué par les hommes. Il est plus court, plus large et légèrement plus lourd que le Lahori Gogona de manière qu'il soit correctement maintenu par une main masculine. Cet instrument est souvent niché dans un tongali noué autour de la taille de l'artiste ou dans un gamusa (assamais: গামোচা) de couleur vive attaché autour de la taille, à l'instar d'autres instruments comme la flûte Bahi, et le Xutuli.

## Lahori Gogona
Lahori Gogona  (assamais: গগণা) est conçu pour s'adapter à une main féminine. Il est donc légèrement plus mince et plus long que le Ramdhan Gogona. Il est généralement noué dans un nœud de cheveux lors de l'accompagnement des danses vibrante du festival du Bihu.

## Utilisation
La  gogona  est utilisée dans la musique carnatique, elle est considérée comme un instrument de percussion à part entière à l'instar du mrigandam, ghatam et kanjira avec lesquelles elle partage un riche répertoire commun.